# Jorge Luis Gómez Carreño
Jorge Gómez, mit vollständigem Namen Jorge Luis Gómez Carreño, (* 14. September 1968 in San Vicente de Tagua Tagua) ist ein ehemaliger chilenischer Fußballspieler. Der Abwehrspieler absolvierte sieben Länderspiele für Chile.

## Karriere

### Verein
Jorge Gómez begann seine Karriere 1987 beim CD O’Higgins und wechselte 1992 zum Universidad Católica. Bei der Copa Libertadores 1993 erreichte er mit den Cruzados das Finale. 1994 wechselte er zu Deportes Antofagasta und spielte für weitere Klubs in Chile wie Deportes Temuco, CD Cobreloa, Deportes Puerto Montt und Unión San Felipe. Die aktive Karriere beendete Gómez 2005 bei seinem Debütklub CD O’Higgins.

### Nationalmannschaft
Jorge Gómez debütierte in der chilenischen Nationalmannschaft unter Nelson Acosta bei der Copa América 1997 gegen Paraguay. Der Defensivspieler kam in allen drei Turnierpartien über die volle Spielzeit zum Einsatz, jedoch schied Chile mit drei Niederlagen in der Gruppenphase aus. Danach spielte er in Freundschaftsspielen und schaffte es in die Vorauswahl für den Kader zur Weltmeisterschaft 1998, wurde letztlich aber nicht für das Turnier in Frankreich nominiert. Das Vorbereitungsspiel zur Weltmeisterschaft gegen Litauen im April 1998 war das siebte und letzte Länderspiel Jorge Gómez’.